# Juraj Kotula
Juraj Kotula (sinh 30 tháng 9 năm 1995) là một cầu thủ bóng đá Slovakia hiện tại thi đấu cho câu lạc bộ Fortuna Liga FC ViOn Zlaté Moravce ở vị trí hậu vệ phải, mượn từ ŠK Slovan Bratislava.

## Sự nghiệp câu lạc bộ

### ŠK Slovan Bratislava
Kotula ra mắt tại Fortuna Liga cho ŠK Slovan Bratislava ngày 27 tháng 2 năm 2015 trước MŠK Žilina.

## Sự nghiệp quốc tế
Kotula được triệu tập để thi đấu hai trận giao hữu không chính thức tổ chức ở Abu Dhabi, UAE, vào tháng 1 năm 2017, trước Uganda và Thụy Điển. Anh ra mắt trước Uganda, vào sân trong hiệp một, trước khi bị thay ra bởi Martin Šulek vào đầu hiệp hai. Slovakia thất bại với tỉ số 1–3. Kotula không nằm trong đội hình thi đấu với thất bại 0–6 trước Thụy Điển sau đó.